# Struthanthus reticulatus
Struthanthus reticulatus är en tvåhjärtbladig växtart som beskrevs av C.T. Rizzini. Struthanthus reticulatus ingår i släktet Struthanthus och familjen Loranthaceae. Inga underarter finns listade i Catalogue of Life.